# Šazilije
Šazilije su derviši šazilijskog tarikata (derviškog reda) koji je osnovao Ebu Hasan Eš-Šazili. Ovo je najpopularniji derviški red u sjevernoj Africi. Njihovi pripadnici također vjeruju da je Ebu Hasan Eš-Šazili iz izravne Poslanikove loze.

## Vanjske povezice
- Sve podjele u islamu (V)